# Kacper W. Wierzchos
Kacper W. Wierzchos (Lublino, 1988) è un astronomo polacco.
Kacper W. Wierzchos è un astronomo professionista polacco, è stato ed è ancora un astrofilo. Attualmente lavora al programma Catalina Sky Survey (CSS) gestito dall'Università dell'Arizona. Il suo campo di lavoro è costituito dagli asteroidi e le comete.

## Scoperte
Ha scoperto o coscoperto numerosi asteroidi e comete. 
Tra gli asteroidi sono degni di nota:
- 2020 CD3, un satellite temporaneo della Terra, scoperto nel 2020 [1].
- 2020 SW, un asteroide della classe degli asteroidi Aten, scoperto nel 2020 [2]: il 24 settembre 2020 l'asteroide è passato a soli 21.700 km dalla superficie della Terra [3].
- 2021 VN22, un asteroide della classe degli asteroidi Aten, scoperto nel 2021 [4].
- 2023 FY3, un asteroide della classe degli asteroidi Arjuna, scoperto nel 2023 [5].

Ha scoperto, al 20 maggio 2024, sette comete: tre comete periodiche, P/2021 R4 Wierzchos, P/2021 U1 Wierzchos e P/2022 B1 Wierzchos, e quattro comete non periodiche, C/2020 H3 Wierzchos, C/2024 E1 Wierzchos, C/2024 G1 Wierzchos e C/2024 J2 Wierzchos.

## Riconoscimenti
Nel 2017 ha ricevuto l'Observer Award dell'AAVSO .
Nel 2021 gli è stato dedicato un asteroide, 594782 Kacperwierzchos .